# Émile Chautard (écrivain)
Pour les articles homonymes, voir Chautard.
Émile Jules Antoine Chautard, né le 4 mars 1864 à Paris (19e arrondissement) et décédé le 6 mai 1939 à Paris (10e arr.), est un typographe et écrivain français, spécialiste de l'argot.

## Vie
Émile Chautard était ouvrier typographe. Il s'était frotté au petit peuple de Paris et, sur la fin de sa vie, publia des ouvrages sur ses chansons et son langage.

## Œuvres
- Goualantes de la Villette et d'ailleurs. Portraits et documents autographes inédits, Marcel Seheur (Paris), 1929. Réédition : L'Insomniaque (Montreuil), 2017, 184 p.
- La Vie étrange de l'argot, Denoël et Steele (Paris), 1931, 720 p. Réédition : Bartillat, 2013.
- Glossaire typographique comprenant les mots classiques, ceux du langage ouvrier consacrés par l'usage comme les nouveaux qui le seront demain avec les poésies et chansons de métier, présenté par René-Louis Doyon, Denoël (Paris), 1937, 155 p.